# Chemmy Alcott
Pour les articles homonymes, voir Alcott.
Chimene Mary "Chemmy" Crawford-Alcott, née le 10 juillet 1982 à Hove, est une skieuse alpine britannique. Elle est une skieuse polyvalente qui court dans toutes les disciplines.

## Biographie
Née à Hove, elle apprend à skier en France à Flaine à l'âge de trois ans. Entre 11 et 19 ans, elle se rend chaque été en Nouvelle-Zélande et Australie.
Elle fait ses débuts dans des courses FIS en 1997 et en Coupe du monde en décembre 1999, alors qu'elle a 17 ans. En 1999, elle participe à son premier événement majeur, les Championnats du monde.
Au niveau junior, son meilleur résultat est une quatrième place aux Championnats du monde 2002 en combiné.
En Coupe du monde, elle marque ses premiers points en 2002 au combiné de Saalbach (18e), puis elle entre dans le top dix pour la première fois en janvier 2004 avec une neuvième place à la descente de Cortina d'Ampezzo. Elle améliore cette marque en décembre 2006 avec un septième rang au combiné de Reiteralm.
Aux Championnats du monde 2009, elle signe ses meilleurs résultats en mondial avec une 15e place en descente et une 17e place en super combiné. En décembre 2010, elle chute à l'entraînement à Lake Louise et se fait une fracture ouverte au tibia. Elle reste éloignée près de deux ans des compétitions.
Elle a participé aux Jeux olympiques d'hiver de 2002 (14e du combiné, 32e de la descente, 30e du slalom géant et 28e du super G), de 2006 (11e de la descente, 19e du super G et 22e du slalom géant), 2010 (11e du combiné, 13e de la descente, 27e du slalom géant et 20e du super G) et 2014 (19e de la descente et 23e du super G).
Elle termine sa carrière en 2014, s'établissant comme la meilleure skieuse britannique de l'histoire. Elle marie Dougie Crawford, aussi skieur alpin en 2014 et porte désormais le nom de Chemmy Crawford-Alcott.

## Palmarès

### Jeux olympiques
| Épreuve / Édition       | Salt Lake City 2002 | Turin 2006 | Vancouver 2010 | Sotchi 2014 |
| Descente                | 32e                 | 11e        | 13e            | 19e         |
| Super G                 | 28e                 | 19e        | 20e            | 23e         |
| Slalom géant            | 30e                 | 22e        | 27e            | —           |
| Slalom                  | Abandon             | —          | Abandon        | —           |
| Combiné / Super combiné | 14e                 | Abandon    | 11e            | Abandon     |

### Championnats du monde
| Épreuve / Édition | Vail/Beaver Creek 1999 | Sankt Anton 2001 | Saint-Moritz 2003 | Bormio 2005 | Åre 2007 | Val d'Isère 2009 | Schladming 2013 |
| Descente          | –                      | -                | 33e               | 19e         | Abandon  | 15e              | -               |
| Super G           | -                      | 36e              | 36e               | 22e         | 28e      | 20e              | 24e             |
| Slalom géant      | 33e                    | -                | 25e               | 35e         | 27e      | 29e              | -               |
| Slalom            | Abandon                | -                | -                 | -           | -        | -                | -               |
| Combiné           | –                      | -                | -                 | Abandon     | Abandon  | 17e              | -               |

### Coupe du monde
- Meilleur classement général : 32e en 2007.
- Meilleur résultat : 7e.

#### Classements détaillés
| Année/Classement | Général | Général | Descente | Descente | Super G | Super G | Slalom géant | Slalom géant | Slalom | Slalom | Combiné | Combiné |
| Année/Classement | Class.  | Points  | Class.   | Points   | Class.  | Points  | Class.       | Points       | Class. | Points | Class.  | Points  |
| ---------------- | ------- | ------- | -------- | -------- | ------- | ------- | ------------ | ------------ | ------ | ------ | ------- | ------- |
| 2002 – 2003      | 115e    | 4       | -        | -        | 50e     | 4       | -            | -            | -      | -      | -       | -       |
| 2003 – 2004      | 51e     | 139     | 27e      | 58       | 29e     | 60      | 39e          | 21           | -      | -      | -       |         |
| 2004 – 2005      | 78e     | 30      | 42e      | 14       | 43e     | 16      | -            | -            | -      | -      | -       | -       |
| 2005 – 2006      | 60e     | 82      | 51e      | 11       | 29e     | 66      | -            | -            | -      | -      | 38e     | 5       |
| 2006 – 2007      | 32e     | 249     | 27e      | 84       | 33e     | 37      | 21e          | 76           | -      | -      | 13e     | 52      |
| 2007 – 2008      | 63e     | 220     | 39e      | 123      | 42e     | 71      | 28e          | 25           | -      | -      | 28e     | 16      |
| 2008 – 2009      | 55e     | 117     | 38e      | 20       | 36e     | 25      | 28e          | 50           | -      | -      | 25e     | 22      |
| 2009 – 2010      | 40e     | 183     | 48e      | 10       | 24e     | 76      | 26e          | 44           | -      | -      | 8e      | 63      |
| 2010 – 2011      | 124e    | 4       | -        | -        | -       | -       | 44e          | 4            | -      | -      | -       | -       |
| 2012 – 2013      | 104e    | 11      | 40e      | 7        | 45e     | 4       | -            | -            | -      | -      | -       | -       |
| 2013 – 2014      | 110e    | 8       | -        | -        | 47e     | 8       | -            | -            | -      | -      | -       | -       |

### Festival olympique de la jeunesse européenne
- Poprad 1999 :
  -  Médaille d'argent en super G.
  -  Médaille de bronze en slalom géant.

### Championnats de Grande-Bretagne
- 6 titres en descente.
- 6 titres en super G.
- 5 titres en combiné.
- 7 titres en slalom géant.
- 6 titres en slalom.